# Fissistigma
Fissistigma Griff. – rodzaj roślin z rodziny flaszowcowatych (Annonaceae Juss.). Według The Plant List w obrębie tego rodzaju znajduje się 65 gatunków o nazwach zweryfikowanych i zaakceptowanych, podczas gdy kolejnych 18 taksonów ma status gatunków niepewnych (niezweryfikowanych). Występuje naturalnie w klimacie równikowym całego świata. Gatunkiem typowym jest F. scandens Griff.

## Morfologia
PokrójZimozielone i zdrewniałe liany.
LiścieNaprzemianległe, pojedyncze, często owłosione. Blaszka liściowa jest całobrzega.
KwiatyPromieniste, obupłciowe, zebrane w wierzchotki, kłębiki lub wiechy, rzadko pojedyncze, rozwijają się w kątach pędów lub na ich szczytach. Mają 3 małe działki kielicha, mniej lub bardziej zrośnięte u podstawy. Płatków jest 6, ułożonych w dwóch okółkach, są skórzaste, zewnętrzne są rozpostarte, natomiast wewnętrzne są mniejsze, płaskie lub wypukłe. Kwiaty mają liczne wolne pręciki. Zalążnia jest górna składająca się z kilku wolnych słupków zawierających od jednego do szesnastu zalążków.
OwoceZebrane w owoc zbiorowy. Są osadzone na szypułkach. Często są owłosione lub omszone.

## Systematyka
Pozycja według APweb (aktualizowany system APG III z 2009)
Rodzaj wraz z całą rodziną flaszowcowatych w ramach rzędu magnoliowców wchodzi w skład jednej ze starszych linii rozwojowych okrytonasiennych określanych jako klad magnoliowych.
Lista gatunków
| - Fissistigma acuminatissimum Merr. - Fissistigma balansae (A.DC.) Merr. - Fissistigma bicolor (Roxb.) Merr. - Fissistigma bracteolatum Chatterjee - Fissistigma brevistipitatum I.M.Turner - Fissistigma bygravei I.M.Turner - Fissistigma carrii I.M.Turner - Fissistigma cavaleriei (H.Lév.) Rehder - Fissistigma chloroneuron (Hand.-Mazz.) Chun - Fissistigma chloroneurum (Hand.-Mazz.) Tsiang - Fissistigma chrysosericeum (Finet & Gagnep.) Merr. - Fissistigma cinerascens (Miq.) Merr. - Fissistigma crassicaule I.M.Turner - Fissistigma cupreonitens Merr. & Chun - Fissistigma ellipticum (King) Debika Mitra - Fissistigma elmeri Merr. - Fissistigma fulgens (Hook.f. & Thomson) Merr. - Fissistigma glaucescens (Hance) Merr. - Fissistigma globosum C.Y.Wu ex P.T.Li - Fissistigma hypoglaucum (Miq.) Merr. - Fissistigma kinabaluense (Stapf) Merr. - Fissistigma kingii (Boerl.) Burkill - Fissistigma kwangsiense Tsiang & P.T.Li - Fissistigma lanuginosum (Hook.f. & Thomson) Merr. - Fissistigma latifolium (Dunal) Merr. - Fissistigma litseifolium (King) Merr. - Fissistigma longipes Merr. - Fissistigma longipetalum (Ridl.) Merr. - Fissistigma maclurei Merr. - Fissistigma manubriatum (Hook.f. & Thomson) Merr. - Fissistigma minuticalyx (McGregor & W.W.Sm.) Chatterjee - Fissistigma montanum I.M.Turner - Fissistigma multivenium (Diels) I.M.Turner | - Fissistigma oblongum (Craib) Merr. - Fissistigma obtusifolium Merr. - Fissistigma oldhamii (Hemsl.) Merr. - Fissistigma oligocarpum W.T.Wang - Fissistigma pallens (Finet & Gagnep.) Merr. - Fissistigma paniculatum (Ridl.) Merr. - Fissistigma petelotii Merr. - Fissistigma poilanei (Ast) Tsiang & P.T.Li - Fissistigma polyanthoides (A.DC.) Merr. - Fissistigma polyanthum (Hook.f. & Thomson) Merr. - Fissistigma punctulatum (Baill.) Merr. - Fissistigma retusum (H.Lév.) Rehder - Fissistigma rubiginosum (A.DC.) Merr. - Fissistigma rufinerve (Hook.f. & Thomson) Merr. - Fissistigma rugosum J.Sinclair - Fissistigma santapaui D.Das - Fissistigma scandens Griff. - Fissistigma schefferi (Pierre ex Finet & Gagnep.) Merr. - Fissistigma shangtzeense P.T.Li - Fissistigma sumatrana Irawan - Fissistigma taynguyenense Bân - Fissistigma thorelii (Pierre ex Finet & Gagnep.) Merr. - Fissistigma tientangense Tsiang & P.T.Li - Fissistigma tonkinense (Finet & Gagnep.) Merr. - Fissistigma tungfangense Tsiang & P.T.Li - Fissistigma uonicum (Dunn) Merr. - Fissistigma verrucosum (Hook.f. & Thomson) Merr. - Fissistigma villosissimum Merr. - Fissistigma villosum (Ast) Merr. - Fissistigma wallichii (Hook.f. & Thomson) Merr. - Fissistigma xylopetalum Tsiang & P.T.Li - Fissistigma zippelii (Miq.) Merr. |